# Kotelva
Kotelva (ukrajinsky Котельва) je sídlo městského typu v Poltavské oblasti na Ukrajině. Leží přes 50 kilometrů severně od Poltavy u hranic se Sumskou a Charkovskou oblastí. Kotelva se nachází na levém břehu řeky Vorskly a protéká jí řeka Kotelva. Od roku 2020 je součástí Poltavského rajónu, přičemž předtím představovala centrum Kotelevského rajónu. V roce 2022 zde žilo necelých 12 tisíc obyvatel. 

## Významní rodáci
- Sydir Kovpak – vůdce partyzánů